# إيمانويل س. ي. هسو
إيمانويل س. ي. هسو (بالصينية: 徐中約) هو بروفيسور ومؤرخ صيني، ولد في 6 مايو 1923 في نينغبو في الصين، وتوفي في 24 أكتوبر 2005 في سانتا باربارا في الولايات المتحدة.